# NGC 2625
NGC 2625 é uma galáxia elíptica (E) localizada na direcção da constelação de Cancer. Possui uma declinação de +19° 42' 58" e uma ascensão recta de 8 horas, 38 minutos e 23,1 segundos.
A galáxia NGC 2625 foi descoberta em 30 de Outubro de 1864 por Albert Marth.